# Гурска, Магдалена
Магдалена Гурска (пол. Magdalena Górska; род. 21 сентября 1981 года, Варшава, Польша) — польская актриса.

## Биография
Магдалена Гурска родилась в 1981 году. В 2004 году окончила Варшавскую театральную академию в Польше.
В семье Магдалены не было актёров, однако её мама ещё в детстве записала девочку в театральную школу, и это определило будущую профессию юного дарования. На сцене театра актриса дебютировала в двенадцатилетнем возрасте в постановке «Банкротство маленького Джека», а в пятнадцать лет впервые снялась в кино (в сериале «Клан»). В 2004 году Магдалена Гурска окончила студию при Театральной академии в Варшаве. Будучи буквально очарованной театром Кристиана Лупы, девушка защитила магистерскую диссертацию на тему «Вокруг театра Кристиана Лупы».
Свою первую главную театральную роль актриса получила в спектакле «Фредерик, или Бульвар преступлений» Шмита и Петра Фрончевских. В целом за свою карьеру Магдалене Гурской удалось поработать с такими замечательными режиссёрами, как Ян Якуб Кольский, Кшиштоф Занусси, Владислав Пашиковский и другими. Она играла в сериалах «Магда М.», «Преступления», «„Л“ значит Любовь».
Большое влияние на карьеру артистки оказала работа за границей. В 2007 году Магдалена Гурска прошла кастинг и была утверждена на роль польки Ханны, влюблённой в советского солдата (которого сыграл Сергей Безруков), в картине российского производства «В июне 41-го». В 2007 году актриса также приняла участие в съёмках фильма «Война мертвецов» (совместного производства США, Финляндии, Италии и Литвы), а в 2009 году она получила роль в украинском сериале «Только любовь». Весьма удачным оказалось и участие в сериале «Покушение», снятым на киностудии «Беларусьфильм», в котором Магдалена Гурска снималась вместе с Дмитрием Певцовым, Данилой Козловским и другими известными актёрами.

## Личная жизнь
Актриса замужем за режиссёром Войцехом Урбанским. 21 сентября 2011 года Магдалена родила дочь Нину. 13 января 2017 года она родила вторую дочь — Елену.

## Фильмография
- 2018 — Фронт — Катерина Штур
- 2016 — Пожарные — Ева Бондыга (1 эпизод)
- 2014 — Обо мне не беспокойтесь — кандидат (1 эпизод)
- 2012 — Комиссар Алекс — доктор (1 эпизод)
- 2011 — Война мертвецов — Даша
- 2010 — Немец — Катя
- 2010 — Покушение — Рада, официантка
- 2010 — Только любовь — учительница английского языка Ольга
- 2009 — В буре — Магда
- 2008 — В июне 41-го — Ханна Бельская
- 2008 — Каменная война — Даша
- 2008 — Приманка — медэксперт
- 2007 — Тестостерон — фисташковая девушка в «Оазе»
- 2006 — Мы все Христы — студентка
- 2005 — Магда М. — Алина Галицкая
- 2005 — Обречённый на блюз — помощница Грюбера
- 2004 — Сцены из восстания — санитарка Магда
- 2004 — Преступления — Патрисия Бродецкая
- 2004 — «Л» значит Любовь — Оля Моравская
- 2002 — Ведьмак — Адда, дочь Фольтеста
- 1998—1999 — Клан — Сандра Стек

## Награды
- 2015 — Премия XVI Международного телекинофорума «Вместе» в категории «Лучшая актриса»  за роль в сериале «Фронт»[5]